# Драва (приток Нотеца)
Драва (пол. Drawa, нем. Drage) — река на северо-западе Польше, правый приток реки Нотець (Noteć).
Длина реки — 185,9 км, площадь водосборного бассейна — 3296,4 км².
Исток реки находится на Дравском поозёрье у деревни Здрое, примерно в 7 км к юго-востоку от города Полчин-Здруй (Западно-Поморское воеводство). Река вытекает из небольшого озера Кшиве, исток лежит на водоразделе Одры и Парсенты, рядом берёт начало река Дембница, приток Парсенты.
В верхнем течении река сильно петляет, генеральное направление течения — запад и юго-запад, ниже поворачивает на юг. Протекает ряд охраняемых территорий. В нижнем течении перетекает в Великопольское воеводство, на долю Западно-Поморского воеводства приходится 140 из 186 км течения реки.
В верхнем и среднем течении река протекает большое количество озёр географического региона Дравского поозёрья. Крупнейшие из них — Дравское и Любе; помимо них река протекает озёра: Жердно, Вильчково, Вельке-Домбе, Злы-Ленг, Адамово и ряд более мелких.
Крупнейшие притоки — Плоцычна, Корытница, Дравица (левые); Мерженцка Струга, Кокна (правые).
Ширина реки в нижнем течении около 15 метров. Впадает в Нотець ниже города Кшиж-Велькопольский.

## Города на реке
На реке Драва находятся следующие города:
- Злоценец
- Дравско-Поморске
- Дравно
- Кшиж-Велькопольски